# Фулгази
Фулгази (англ. Fulgazi) — город на юго-востоке Бангладеш, административный центр одноимённого подокруга. Площадь — 28,13 км². По данным переписи 2001 года, в городе проживало 28,691 человек, из которых мужчины составляли 50%, женщины — соответственно 50%. Плотность населения — 1,020 чел. на 1 км². Уровень грамотности населения — 56% (при среднем по Бангладеш показателе 43,1 %). 